# Drew Roberts
Drew Roberts (Steamboat Springs, 12 aprile 1985) è un ex sciatore alpino statunitense.

## Biografia
Attivo in gare FIS dal dicembre del 2000, in Nor-Am Cup Roberts esordì il 25 novembre 2002 a Park City in slalom gigante, senza completare la prova, conquistò l'unica vittoria, nonché unico podio, il 6 gennaio 2005 a Sunday River in slalom speciale e prese per l'ultima volta il via il 1º dicembre 2009 a Loveland nella medesima specialità (26º). Si ritirò durante la stagione 2010-2011 e la sua ultima gara fu uno slalom speciale FIS disputato il 21 febbraio a Steamboat Springs, chiuso da Roberts al 10º posto; in carriera non debuttò in Coppa del Mondo né prese parte a rassegne olimpiche o iridate.

## Palmarès

### Nor-Am Cup
- Miglior piazzamento in classifica generale: 31º nel 2005
- 1 podio:
  - 1 vittoria

#### Nor-Am Cup - vittorie
| Data           | Località     | Paese       | Specialità |
| -------------- | ------------ | ----------- | ---------- |
| 6 gennaio 2005 | Sunday River | Stati Uniti | SL         |

Legenda:

Sl = slalom speciale